# 竜が島
竜が島（りゅうがしま）は、新潟県新潟市中央区の町字。現行行政地名は竜が島一丁目から竜が島二丁目。住居表示実施済み区域。郵便番号は950-0072。

## 概要
1968年（昭和43年）から現在の町名。信濃川河口部の新潟西港南沿岸と新栗ノ木川西沿岸の中央区と東区の境に位置し、一丁目と二丁目がある。
もとは沼垂と日ノ出町一丁目から三丁目の各区域の一部で、町名は字名龍ヶ島に由来する。

### 隣接する町字
北から東回り順に、以下の町字と隣接する。
- 日の出
- 沼垂東

※新栗ノ木川を挟んで東区神明町、古湊町、末広町、沼垂、榎町と隣接。信濃川を挟んで万代島、柳島町、入船町と隣接。

## 世帯数と人口
2018年（平成30年）1月31日現在の世帯数と人口は以下の通りである。
| 丁目         | 世帯数 | 人口 |
| ------------ | ------ | ---- |
| 竜が島一丁目 | 9世帯  | 19人 |
| 竜が島二丁目 | 5世帯  | 13人 |
| 計           | 14世帯 | 32人 |

## 歴史
- 1968年（昭和43年） : 沼垂と日ノ出町一丁目から三丁目の各一部から分立。
- 2007年（平成19年）4月1日 : 新潟市の政令指定都市移行により、中央区の町丁となる。

## 主な企業・施設

### 1丁目
- 在日本朝鮮人総聯合会新潟県本部
- 祖国往来記念館
- 日満館
- 新潟開港記念公園

### 2丁目
- ENEOS新潟事業所
- 寺町堀緑地

## 小・中学校の学区
市立小・中学校に通う場合、学区は以下の通りとなる。
| 丁目         | 番地 | 小学校             | 中学校               |
| ------------ | ---- | ------------------ | -------------------- |
| 竜が島一丁目 | 全域 | 新潟市立沼垂小学校 | 新潟市立東新潟中学校 |
| 竜が島二丁目 | 全域 | 新潟市立沼垂小学校 | 新潟市立東新潟中学校 |

## 交通

### 道路
国道
- 国道116号

### バス
新潟交通路線バス
- E1 臨港線
  - 中央埠頭
  - 北埠頭
- E2 空港・松浜線
  - 中央埠頭
  - 北埠頭
- E3 河渡線
  - 中央埠頭
  - 北埠頭